# Actinoptera sinica
Actinoptera sinica är en tvåvingeart som beskrevs av Wang 1990. Actinoptera sinica ingår i släktet Actinoptera och familjen borrflugor. Inga underarter finns listade i Catalogue of Life.